# Mikrodurchfluss-Kalorimetrie
Mikrodurchfluss-Kalorimeter sind Kalorimeter mit Messanordnungen, bei denen die Probe über die thermische Messeinrichtung hinweggeführt wird. Sie messen Wärmemengen, Wärmeleistungen oder Wärmekapazitäten und werden insbesondere zur Bestimmung von Prozesswärmen und spezifischen thermischen Größen eingesetzt. Während bei klassischen Kalorimetern in der Regel die Probe im Gerät fixiert ist, wird bei Durchfluss-Kalorimetern nicht die zeitliche Änderung der Temperatur als Messgröße benutzt, sondern wird ähnlich wie bei der Scanning-Kalorimetrie (z. B. Dynamische Differenzkalorimetrie) die lokale Temperaturdifferenz gemessen. Die Mikrodurchfluss-Kalorimetrie ist deshalb vom Messprinzip her weniger als Methode zur Bestimmung von absoluten Wärmemengen als für die Messung von Wärmeleistungen geeignet. Dafür ist eine rasche Einstellung stationärer thermischer Verhältnisse vorteilhaft. Diese verlangt nach kleinen Wärmekapazitäten für das Messsystem. Deshalb ist die Durchfluss-Kalorimetrie vor allem für kleinste Probenmengen und miniaturisierte Messanordnungen geeignet. Chipkalorimeter, bei denen die thermischen Transducer in Dünnschichttechnik ausgeführt sind und deshalb besonders kleine thermische Massen besitzen sind besonders in der Mikrodurchfluss-Kalorimetrie  anwendbar.  Sie zeichnen sich durch hohe Empfindlichkeit und niedrige Zeitkonstanten aus.

## Thermosäulen als Transducer in der Mikrodurchfluss-Kalorimetrie
Als Sensoren werden bevorzugt thermoresistive oder thermoelektrische Sensoren eingesetzt. Besonders empfindlich lassen sich kleine Temperaturdifferenzen durch Reihenanordnungen von Thermoelementpaaren, sogenannten „Thermosäulen“ auslesen, wie sie auch in IR-Strahlungssensoren zum Einsatz kommen. Messwiderstände, Thermosäulen und Widerstandsheizer zum Kalibrieren lassen sich in Dünnschichttechnik ausführen, was bedeutet, dass die entsprechenden Metall- oder Halbleiterschichten nur wenige 100 nm bis wenige Mikrometer dick sind. Daher haben diese Messelemente geringe Massen und damit geringe Wärmekapazitäten. Auch der Anteil dieser Materialien an der Wärmeleitung im Bauelement lässt sich dadurch reduzieren. Die Dünnschichttechnik bietet auch die Möglichkeit Isolations- und Schutzschichten geringer Dicke einzubeziehen, so dass die parasitären Wärmekapazitäten der elektrischen Funktionselemente insgesamt gering gehalten werden können.

## Anwendung
Mikrodurchfluss-Kalorimeter können zur Bestimmung von Reaktionswärmen oder – bei bekannten Reaktionswärmen nach entsprechender Kalibrierung – zur Bestimmung von Konzentrationen und Reaktionsgeschwindigkeiten, d. h. auch zur Messung kinetischer Größen eingesetzt werden. Neben der chemischen Analytik sind auch die Messung des Substratumsatzes bei enzymatischen Reaktionen sowie die Ermittlung von Enzymaktivitäten wichtige Anwendungsfelder. Durch Nutzung der Mikrofluidsegmenttechnik kann die Durchfluss-Kalorimetrie auch an Untersuchungsserien mit hoher Probenfolge durchgeführt oder als Monitoring-Verfahren eingesetzt werden.